# Электронный обмен данными
EDI (англ. Electronic data interchange «электронный обмен данными», ЭОД) — передача структурированной цифровой информации между организациями, основанная на определенных стандартами и конвенциями регламентах и форматах передаваемых сообщений.
Основная задача EDI — обеспечить стандартизированный обмен транзакционной и другой цифровой информацией, обеспечить возможности программного взаимодействия компьютерных систем различных сегментов, организаций. EDI — одна из самых ранних технологий в электронной коммерции, которую начали реализовывать в начале 1970-х годов.

## Технологии и стандарты EDI
Первая многоуровневая модель EDI сравнима с сетевой моделью OSI, которая описывала разработку и содержание сетевых протоколов. Отличительной её особенностью является другой уровень абстракции.
Модель EDI 1984 года состоит из 4 уровней:
- Физическая инфраструктура
- Передача
- Представление и стандарты
- Приложения и семантика

Основные EDI стандарты:
- ООН рекомендует UN/EDIFACT. Он является единственным международным стандартом в управлении, коммерции и транспорте, и является преобладающим за пределами Северной Америки. Является основным на территории России и стран Таможенного союза. Выделяют несколько подмножеств стандарта UN/EDIFACT:
  - Стандарт EANCOM используется в торговле
  - Стандарт ODETTE используется в европейской автомобильной промышленности
  - Стандарт CEFIC используется в химической промышленности
  - Стандарт EDIFICE используется в электронике
  - Стандарт EDICON используется в строительной отрасли
  - Стандарт RINET используется в страховании
  - Стандарт HL7 используется в здравоохранении.
  - Стандарт IATA используется в авиаперевозках
  - Стандарт SPEC 2000 используется в оборонной промышленности
  - Стандарт SWIFT используется в банковской сфере
  - Стандарт UIC 912 используется в железнодорожных перевозках
- Стандарт США ANSI ASC X12 является преобладающим в Северной Америке;
- TRADACOMS стандарт, разработанный GS1 UK, является преобладающим в розничной торговле Великобритании;
- Стандарт VDA используется в европейской автомобильной промышленности в основном в Германии.

Многие из этих стандартов впервые появились в начале 1980-х годов. Стандарты предписывают форматы, наборы символов и элементы данных, используемые при обмене деловыми документами.
В России в интернет-торговле распространён формат CommerceML в виде XML от 1С, а также YML (Yandex Market Language) в виде XML.

### Инфраструктура
Состоит из телефонных dial-up и кабельных линий, сетей. Интернет во время начала развития EDI воспринимался как множество открытых сетей (BITNET, др.) и внутрикорпоративных специализированных сетей (EDI-Express General Electric, IBM Information Exchange Network). Большое значение имели высокоскоростные backbone-сети.

### Передача
Осуществлялась через e-mail, соединения точка-точка Telnet и FTP, HTTP. Поддерживалась передача электронных данных. Прочие распространённые протоколы передачи включают SMTP, POP3 (ISP), IMAP.

### Представление и стандарты
На этом уровне синтаксис и семантика (содержание) определяют структуру данных. Важным вопросом стала стандартизация структурирования данных, с широко распространёнными стандартами ANSI X.12 в США и UNECE EDIFACT в Европе и Азии. Также существует множество проприетарных отраслевых стандартов.

### Приложения и семантика
В этот уровень входят приложения, в которых создаются и автоматически обрабатываются и считываются данные. Приложение установлено у отправителя и получателя данных, посредники могут проводить валидацию данных и конвертацию стандартов.

### Область применения
Обмен электронными данными происходит как в пределах корпоративного документооборота, так и между контрагентами, равно как и между контролирующими органами и подотчетным бизнесом.